# Cal Guerxo (Bassella)
Cal Guerxo és una masia situada al municipi de Bassella, a la comarca catalana de l'Alt Urgell.